# Saint-Affrique-les-Montagnes
Saint-Affrique-les-Montagnes è un comune francese di 752 abitanti situato nel dipartimento del Tarn nella regione dell'Occitania.

## Società

### Evoluzione demografica
Abitanti censiti